# PlayON
A PlayON Magyarország Kft. (korábban CD Projekt Magyarország Kft.) magyar székhelyű videójáték-forgalmazó volt.

## Története
A vállalat 2007-ben alapult a lengyel CD Projekt leányvállalataként, 2010 májusában különvált az anyacégtől, majd 2011. február 1-jén felvette a PlayON Magyarország Kft. nevet. 2011. június 1-jén az An-Tec beolvadt a PlayON-ba. A vállalat 2011-ben belekezdett az általuk terjesztett videójátékokhoz köthető regények fordításába és megjelentetésébe. A cég 2015. január 30-án elindította az IGN magyar nyelvű változatát. 2018-ban a cég által képviselt kiadók többsége (Sega, Square Enix, Ubisoft) a Cenegával kötött terjesztési megállapodást, a PlayON a Razor elektromos rollerek forgalmazásával foglalkozott tovább.